# 渡邊琢磨
渡邊 琢磨（わたなべ たくま、1975年7月30日 - ）は、日本の作曲家、ピアニスト。

## 略歴
宮城県仙台市に生まれる。高校卒業後、渡米、バークリー音楽大学に入学。帰国後、大学の同窓であったベースの鈴木正人を通じて、LITTLE CREATURESのリーダーである青柳拓次と知り合った際、コンピレーション・アルバム『sign off from amadeus』への参加を勧められ、初録音。ニューヨークに渡り、キップ・ハンラハンとのコラボレーション・アルバムを次々とリリース。イギリスの音楽専門誌『WIRE』などに取り上げられる。2004年には鈴木正人、内田也哉子と共にバンド「sighboat」を結成。2007年、渡邊・千住宗臣・内橋和久でCOMBOPIANOを結成。同年、デヴィッド・シルヴィアンからワールドツアーへの参加依頼があり、シルヴィアンとスティーヴ・ジャンセン、キース・ロウ、渡邊の4人編成のバンドで、28公演を遂行。映画音楽、舞台、多数を手掛ける。2021年ソロアルバム「Last Afternoon」をリリース。2025年、映画『ナミビアの砂漠』の音楽などを主な業績として第75回芸術選奨新人賞（大衆芸能部門）を受賞。

## ディスコグラフィー

### ソロアルバム
- 「Last Afternoon」

### コラボレーション・編曲
- 相対性理論「シンクロニシティーン／リコンストラクチャーズ」
- UA「KABA」’きっと言える’ ’Paper Bag’
- デヴィッド・シルヴィアン 'World Is Everything'
- 三浦透子 '点灯'

### sighboatとしてのアルバム
- sigh boat（2005年）
- Marvel（2010年）

### 映画音楽
- すべては夜から生まれる 甲斐田祐輔監督(2002)
- be found dead 「オリエンテ・リング」 冨永昌敬監督(2004)
- コンナオトナノオンナノコ 冨永昌敬監督(2007)
- Genius Party・第4話「ドアチャイム」 福山庸治監督(2007)
- 砂の影 甲斐田祐輔監督(2007)
- シミラー バット ディファレント 染谷将太監督(2013)
- Some Paints Anders・Edström監督(2014)
- ローリング 冨永昌敬監督(2015)
- Origin Of The Dreams 牧野貴監督(2015)
- 清澄　染谷将太監督(2015)
- DIRTY YELLOW BOYS 熊切和嘉監督(2016)
- 美しい星 吉田大八監督(2017)
- ブランク 染谷将太監督(2017)
- 梨君たまこと牙のゆくえ 吉開菜央監督(2019)
- エリカ38 日比遊一監督(2019)
- ゴーストマスター ヤングポール監督(2019)
- まだここにいる 染谷将太監督(2019)
- 人数の町 荒木伸二監督(2020)
- あのこは貴族 岨手由貴子監督(2021)
- いとみち 横浜聡子監督(2021)
- 先生、私の隣に座っていただけませんか? 堀江貴大監督(2021)
- はい、泳げません 渡辺健作監督(2022)
- この子は邪悪 片岡翔監督(2022)
- ＃マンホール 熊切和嘉監督(2023)
- ゼロの音 老山綾乃監督(2023)
- 鯨の骨 大江崇允監督(2023)
- Chime 黒沢清監督(2024)
- ナミビアの砂漠 山中瑶子監督(2024)
- Cloud クラウド 黒沢清監督 (2024)
- １００年 牧野貴監督 (2025)

### テレビドラマ
- ディアスポリス 異邦警察（2016年、毎日放送 ドラマイズム）
- 60 誤判対策室（2018年、WOWOW ドラマW）
- 花嫁未満エスケープ（2022年、テレビ東京 ドラマ24）
- RoOT / ルート（2024年、テレビ東京 ドラマチューズ!）
- 3000万（2024年、NHK総合・NHK BSプレミアム4K 土曜ドラマ）